# Petter Lindgren
Petter Lindgren född 1965, är en svensk författare.

## Priser och utmärkelser
- 2000 – De Nios Vinterpris
- 2021 – Karl Vennbergs pris